# FC Járkov
El FC Járkov o FC Kharkiv (ФК Харьков en idioma ruso y ФК Харків en ucraniano, pronunciado Járkov y Járkiv, respectivamente) fue un equipo ucraniano de la localidad de Járkov fundado en 2005 y que militó en la máxima categoría de la liga nacional hasta que en la temporada 2009-10 bajó a segunda y finalmente se consumó su descenso automático a tercera y consecuente desaparición después de que el Comité de la Federación de Fútbol de Ucrania les descalificara por falsificación de documentos.

## Historia
El club se inscribió en la Tercera División (Druha Liga) dentro del grupo C en la temporada 1999-2000 como Arsenal Járkov hasta que en su primer ascenso a la Primera División fue renombrado a FC Járkov en el año 2005.
En la temporada anterior ascendió a Primera tras acabar segundo en el campeonato de Segunda. Tras el ascenso, el Arsenal fue comprado por un mánager que le cambió el nombre al actual.
En la 2006-07 finalizó duodécimo en la clasificación con Oleksandr Hladky como máximo goleador de la temporada con 13 goles. Durante la temporada 2008-09, el equipo tuvo que jugar los partidos como local en el estadio estadio Yuvileiny de Sumy debido a que el suyo estaba en obras. Durante la misma temporada tuvo dificultades para asegurarse la permanencia y descendió. Sin embargo no llegó a jugar la próxima edición después de que la Federación Ucraniana les excluyera de las competiciones nacionales.